# حبیب رحمان (معمار)

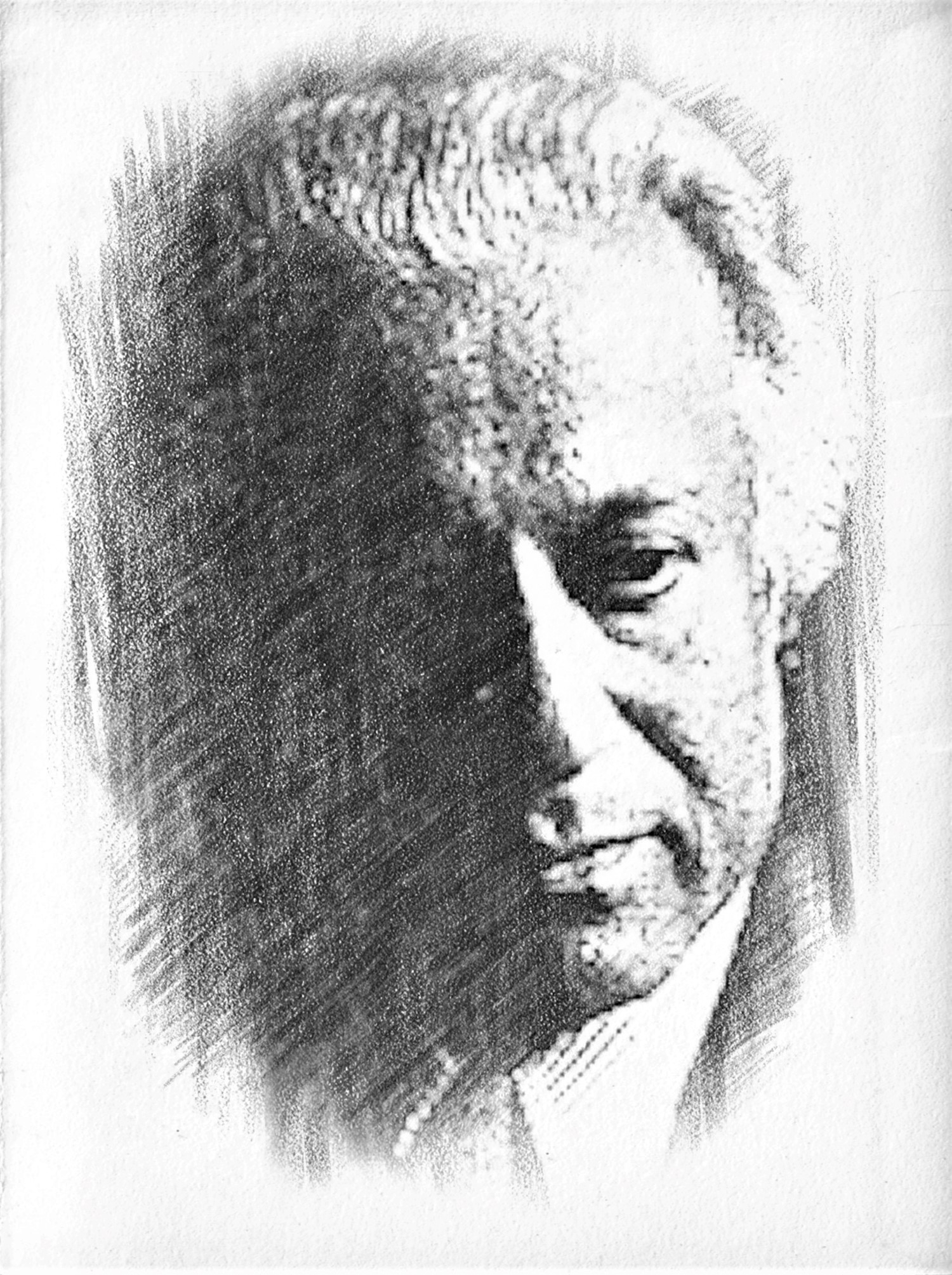
حبیب رحمان، مهندس و موسیقی‌دان هندی

حبیب رحمان  معمار دوران استقلال هند یکی از متفکرینی است که زبان معماری مستقل هند را با ایفای نقش محوری در شکل‌گیری معماری مدرن دهلی پایه‌گذاری کرد.
حبیب رحمان، شاهد انتقال هند از یک دولت تازه استقلال یافته به یک جمهوری قوی بود، که در آثار معماری او منعکس گشته. حبیب یک مهندس، معمار و یک موسیقی‌دان بود که تلفیقی از آن‌ها در جستجوی معمارانهٔ او خلوصی بی همتا، شفافیت و حرکت به نمایش درآمده است.
اس.ام. اختر، رئیس بخش معماری و شهرسازی دانشگاه ملی اسلامی، دربارهٔ او کتابی با عنوان: حبیب رحمان، معمار هند مستقل نوشت.

## آثار
- باغ جانورشناسی دهلی
- گاندی گات رابیندرا باوان

## جوایز
- پادما بوشان